# Paris Volley 2013-2014
Questa voce raccoglie le informazioni riguardanti il Paris Volley nelle competizioni ufficiali della stagione 2013-2014.

## Organigramma societario
Area direttiva
- Presidente: Alain Bertato

Area tecnica
- Allenatore: Dorian Rougeyron
- Allenatore in seconda: Benjamin Roche

## Rosa
| N° | Nome                    | Ruolo | Data di nascita  | Nazionalità sportiva |
| -- | ----------------------- | ----- | ---------------- | -------------------- |
| 1  | Guillermo Hernán        | P     | 25 luglio 1982   | Spagna               |
| 2  | Mory Sidibé             | S/O   | 17 giugno 1987   | Francia              |
| 4  | Jeroen Trommel          | S     | 1º agosto 1980   | Paesi Bassi          |
| 5  | Marc Vautier            | S     | 24 ottobre 1991  | Francia              |
| 6  | Antoine Brizard         | P     | 11 maggio 1994   | Francia              |
| 7  | Dennis Van der Veen     | C     | 19 febbraio 1983 | Paesi Bassi          |
| 8  | Marko Ivović            | S     | 22 dicembre 1990 | Serbia               |
| 9  | William Bersani         | S     | 2 luglio 1984    | Brasile              |
| 11 | Philippe Tuitoga        | C     | 18 dicembre 1990 | Francia              |
| 12 | Goran Marić             | S/O   | 2 novembre 1981  | Serbia               |
| 13 | Markus Steuerwald       | L     | 7 marzo 1989     | Germania             |
| 14 | Jordan Marie-Antoinette | S     | 24 dicembre 1993 | Francia              |
| 15 | Kevin Kaba              | C     | 8 giugno 1994    | Francia              |
| 16 | Rémy Fidon              | S/O   | 8 marzo 1991     | Francia              |
| 17 | Lucas Nedelec           | S     | 25 marzo 1992    | Francia              |
| 18 | Ardo Kreek              | C     | 7 agosto 1986    | Estonia              |